# Pierre-du-Carreau
La Pierre à cupules dite Pierre-du-Carreau est une roche ornée, située à Sciez, en France.

## Localisation
La roche ornée est située dans le département français de la Haute-Savoie, sur la commune de Sciez.

## Historique
L'édifice est classé au titre des monuments historiques en 1911.